# Coelorinchus caelorhincus
Coelorinchus caelorhincus е вид лъчеперка от семейство Macrouridae.

## Разпространение и местообитание
Този вид е разпространен в Алжир, Ангола, Белиз, Бенин, Великобритания, Венецуела, Габон, Гамбия, Гана, Гватемала, Гвиана, Гвинея, Гвинея-Бисау, Германия, Гибралтар, Демократична република Конго, Екваториална Гвинея, Западна Сахара, Ирландия, Испания, Италия, Камерун, Колумбия, Коста Рика, Кот д'Ивоар, Либерия, Либия, Мавритания, Малта, Мароко, Мексико, Нигерия, Никарагуа, Норвегия, Панама, Португалия (Азорски острови), Сао Томе и Принсипи, САЩ (Вашингтон, Вирджиния, Делауеър, Джорджия, Кънектикът, Луизиана, Масачузетс, Мейн, Мисисипи, Ню Джърси, Ню Хампшър, Род Айлънд, Северна Каролина, Тексас, Флорида и Южна Каролина), Сенегал, Сиера Леоне, Суринам, Того, Тунис, Франция, Френска Гвиана и Хондурас.
Обитава крайбрежията на морета и заливи. Среща се на дълбочина от 88 до 1250 m, при температура на водата от 3,3 до 17,3 °C и соленост 34,8 – 38,6 ‰.

## Описание
На дължина достигат до 48 cm.
Продължителността им на живот е около 10 години.